# Gbi de Fer
Gbi de Fer, de son vrai nom Kouya Gnepa, est un artiste comédien et humoriste ivoirien né le 15 février 1965 à Grand Béréby (Côte d'Ivoire). Il est le fondateur et directeur de la troupe théâtrale dénommée le « Djely théâtre d'Abidjan ».

## Biographie
Gbi de Fer fait son cycle primaire à Grand Béréby avant d'être orienté au collège moderne de San-Pedro où il débute le théâtre et obtient le Baccalauréat en 1984. Il part ensuite à Abidjan dans l'objectif de devenir policier, mais échoue à deux reprises au concours de police. Il tente alors le concours d'entrée à l'Institut National des Arts d'Abidjan (actuel INSAAC) qui s'avère positif. Il y fait son entrée en 1987 et obtient deux années plus tard son diplôme d’Etudes Théâtrales. Gbi de Fer jouera par la suite aux côtés de célébrités du théâtre ivoirien pour se perfectionner, notamment Fargass Assandé et Diallo Ticouahi Vincent. Lors du festival « Vacances Culture » organisé par le ministère ivoirien de la culture en 1991 et 1992, il est élu meilleur acteur national. Ce qui le pousse à créer « Le Djely théâtre d'Abidjan », son groupe théâtrale dans lequel vont jouer Mareshal Zongo, Michel Gohou, Maï la Bombe, Jimmy Danger...
Toutefois, c'est en 1995, dans l'émission « Dimanche passion » de la chaine nationale de télévision RTI et animée par Barthelemy Inabo Zouzoua que Gbi de Fer se fait connaitre du grand public, s'ouvrant ainsi les portes du succès,. Il entame dès lors une carrière internationale avec la sortie de plusieurs albums humoristiques et tourne dans des films tels que « Sida dans la cité » , « Ma famille » , « Scandale dans la famille ».
Gbi de Fer joue également le rôle de chroniqueur sur RTI 2 qui est la deuxième chaine de télévision nationale de Côte d'Ivoire, sur radio JAM FM, sur Abidjan.net et ivoirtv.net.

## Filmographie
- 1986 : Le Groto de Sou Jacob
- 1993 : SIDA dans la cité d’Alexis Don Zigre
- 2001 : Les Assaillants de Lucky Tapero
- 2005 : Rouge et noire d’Arantess De Bonaly
- 2008 : Scandale dans la famille d’Arantess De Bonaly
- 2009 : Ma famille d’Akissi Delta
- 2025 : La Mission de l'espace de Jean-Pascal Zadi

## Discographie
- 1991 : Le député de Dieu
- 1992 : L’empire du sang
- 1997 : Attentat au paradis
- 1997 : Ritozeclat vol 1
- 1998 : Ritozeclat vol 2
- 1998 : Face à face Bédié-Gbagbo
- 1999 : Le conseiller du président
- 2000 : Les rumeurs d’Abidjan
- 2001 : Les assaillants
- 2005 : Le trône rouge
- 2016 : Au cœur du pouvoir